# Paul Ver Eecke
Paul Ver Eecke (* 13. Februar 1867 in Menin; † 14. Oktober 1959 in Berchem (Antwerpen)) war ein belgischer Bergbauingenieur und Mathematikhistoriker.
Er besuchte 1888 bis 1891 die Bergbauakademie (École des mines) in Lüttich und arbeitete dann eine Zeit lang als Bergbauingenieur. Nachdem 1894 die Gewerbeaufsicht in Belgien gegründet worden war, diente er dort bis zu seiner Pensionierung als Inspektor. Als er während des Ersten Weltkriegs durch die deutsche Besatzung zeitweise seines Amts enthoben war, begann er griechische Mathematiker zu studieren.
Er veröffentlichte teilweise noch heute als vorbildlich geltende französische Übersetzungen antiker Mathematiker, wie der Werke des Archimedes (1921), den Kegelschnitten von Apollonios von Perge (1923), der Arithmetik von Diophant von Alexandrien (1926), der Sphärik des Theodosios von Bithynien (1927), der Werke von Serenus von Antinoupolis (1929), der Werke von Pappos (1933), der Optik von Euklid (1938), dem Euklid-Kommentar von Proklos, Werken von Didymos Chalkenteros, Anthemios von Tralleis sowie von Fibonacci (Livre des nombres carrés, 1952).
1946 bis 1950 war er Präsident des 1933 gegründeten Comité Belge d’Histoire des Sciences.
Er ist nicht mit dem gleichnamigen französischen Mathematikprofessor Paul Ver Eecke (1934–1987) an der Université de Picardie zu verwechseln.